# Часослов Этьена Шевалье
«Часосло́в Этье́на Шевалье́» (фр. Heures d'Étienne Chevalier) — иллюминированный манускрипт, созданный первым мастером французского Возрождения Жаном Фуке около 1452—1460 годов по заказу Этьена Шевалье.

## Заказчик

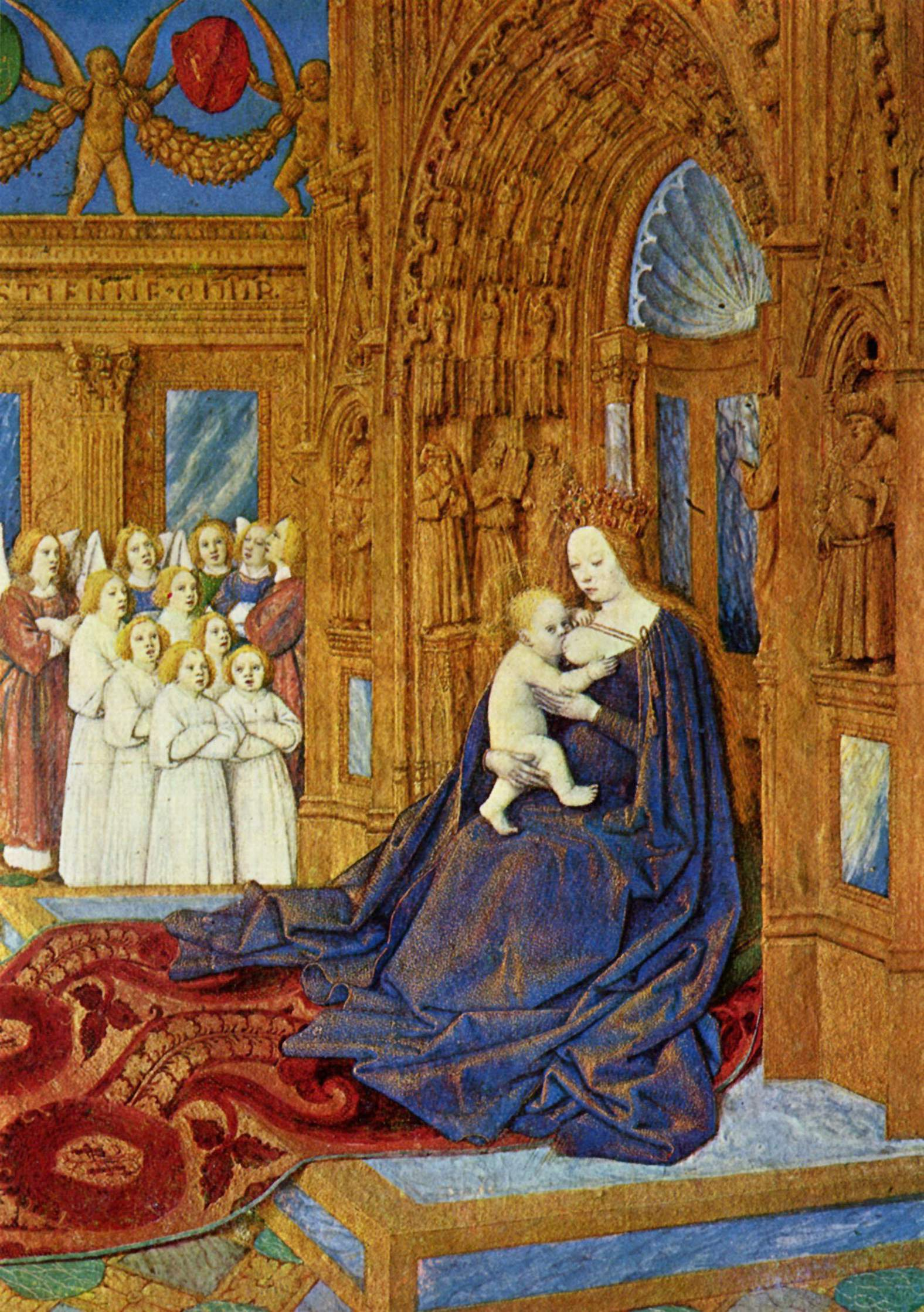
Мадонна на троне

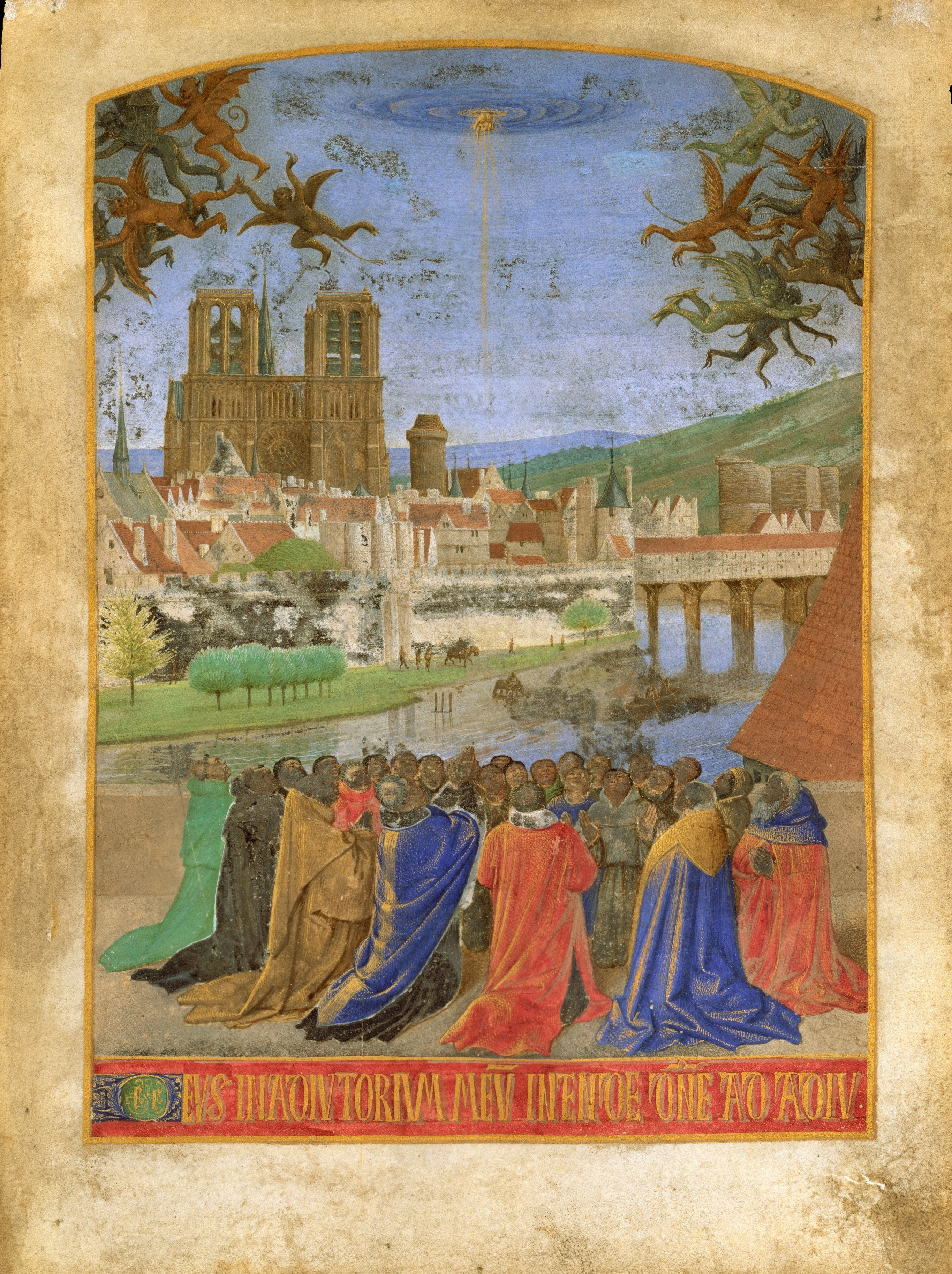
Десница Господа (деталь). Вид Парижа с собором Нотр-Дам

Часослов носит имя своего владельца, Этьена Шевалье (ок. 1410—1474), который начал свою карьеру, пользуясь покровительством королевской фаворитки Агнессы Сорель. Был государственным деятелем (секретарём, финансовым советником, королевским казначеем, впоследствии — дипломатом) при дворе короля Карла VII и его сына, Людовика XI.
Шевалье также выступал заказчиком знаменитого «Меленского диптиха» (1450), на правой створке которого Жан Фуке изобразил в образе Мадонны, предположительно, Агнес Сорель. Изображения заказчика можно найти в обеих работах. В развороте «Часослова» с предстоянием донатора Мадонне художник использует те же композиционные идеи, что и в диптихе, лишь перетолковывая некоторые идеи. Портрет Шевалье повторён практически один в один, его святой покровитель здесь несколько позади него и с другой стороны. Он слегка касается плеча Шевалье, в знак участия или поддержки. Ангелы на заднем плане изображены в виде играющих музыкантов. Богоматерь, сидящая на троне, уже не похожа на Агнес Сорель, но также изображена с обнажённой грудью, которую она даёт младенцу. В отличие от диптиха, на миниатюре из «Часослова» Этьен Шевалье изображён в одном помещении с Богородицей. Возможно, Фуке хотел показать, что Шевалье уже достиг Царствия Небесного — таким способом чествуя своего благотворителя.
Другая миниатюра изображает похороны Шевалье. Считается, что Фуке изобразил их ещё при жизни заказчика, предвосхищая то самое событие, благодаря которому он сможет предстоять Мадонне.

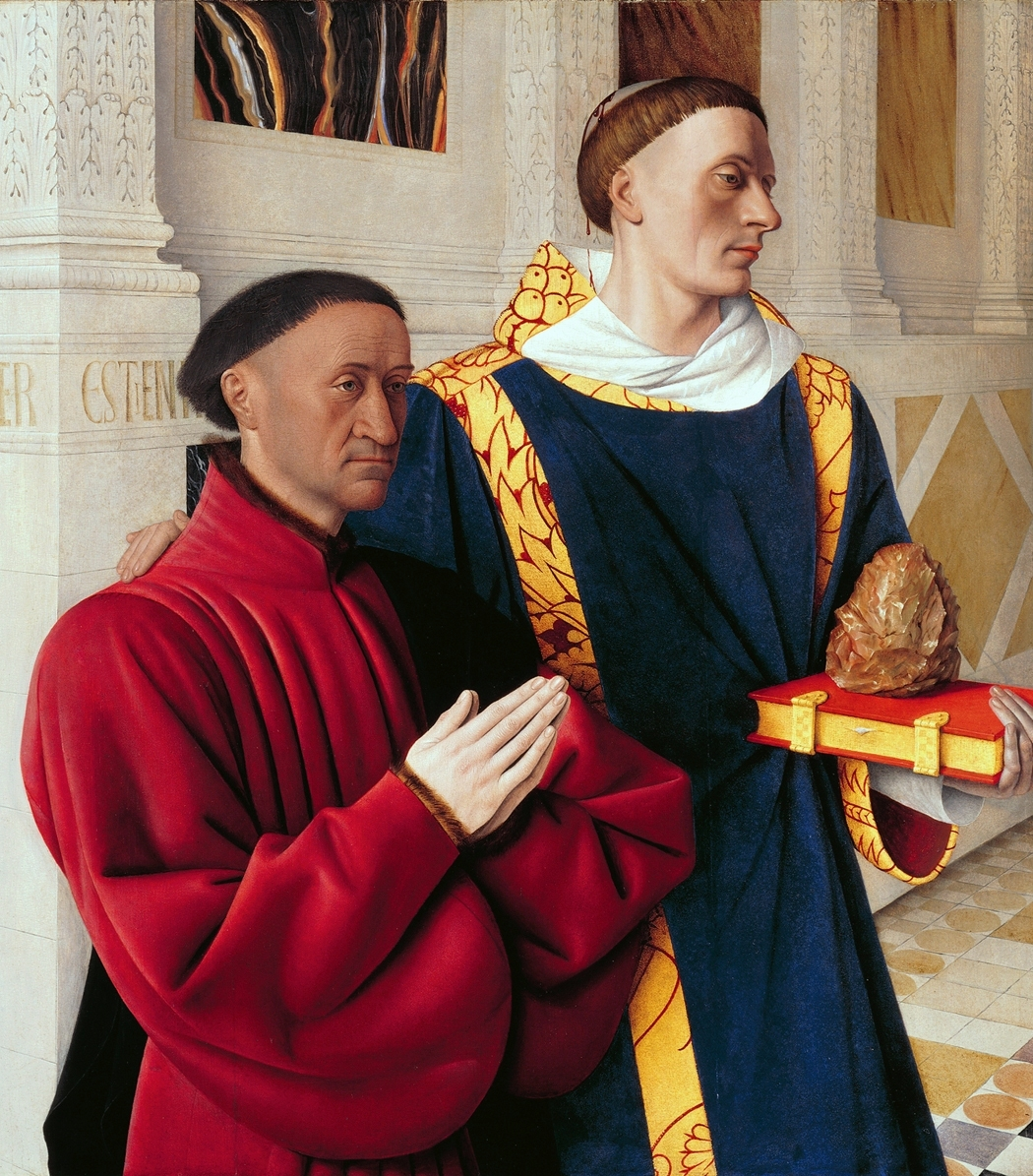
Портрет Этьена Шевалье в «Меленском диптихе» (1450)
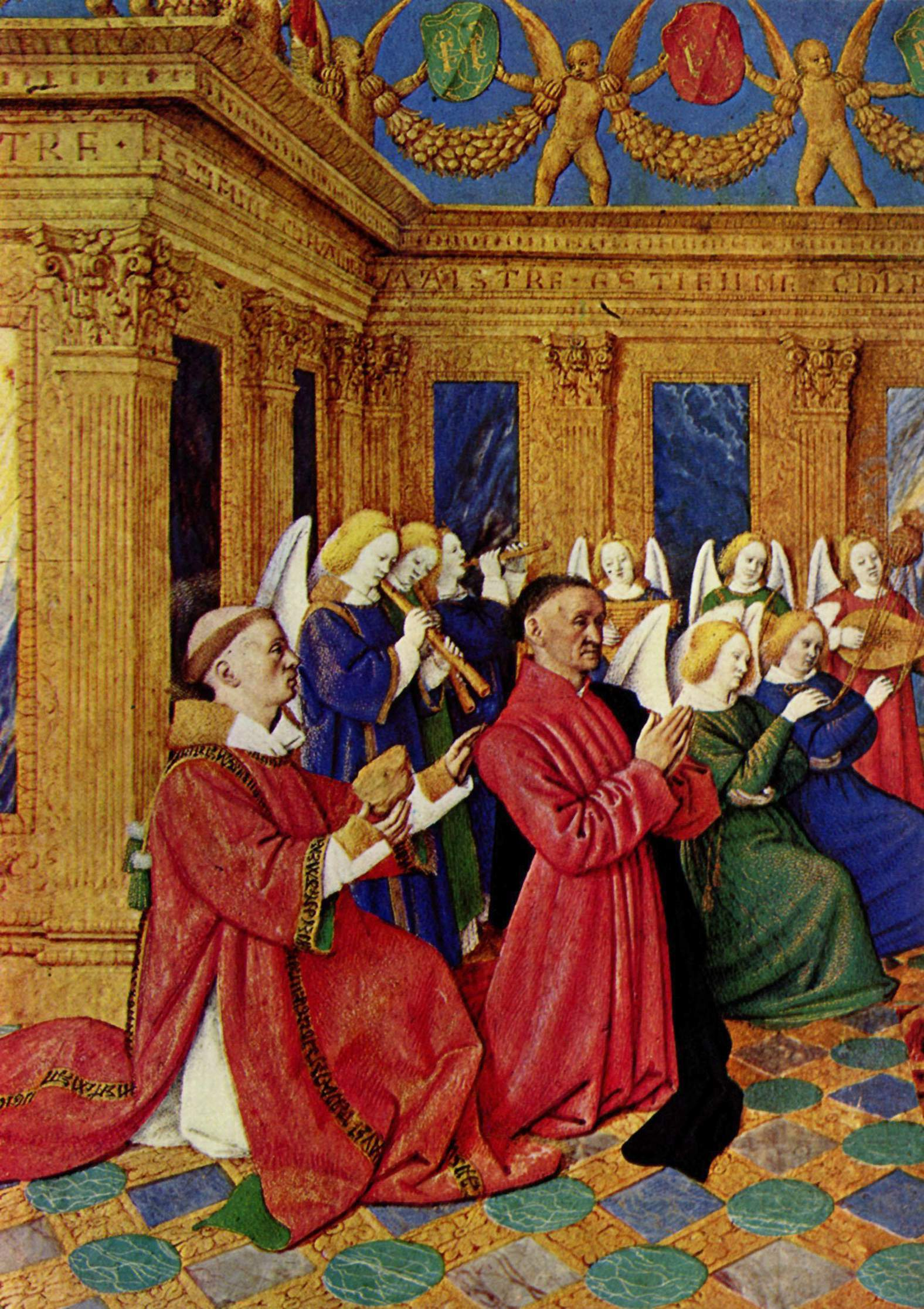
Портрет Этьена Шевалье со святым покровителем
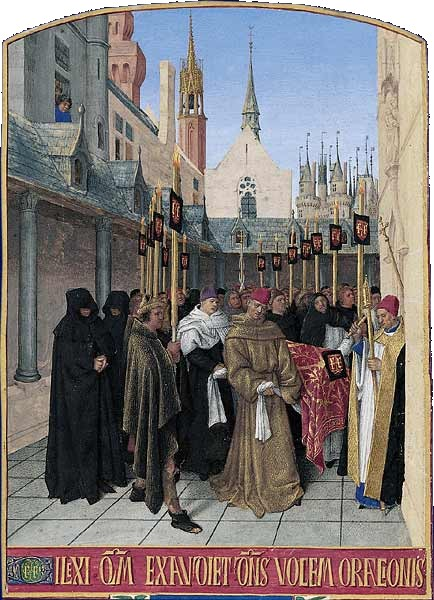
Похороны Этьена Шевалье

## История книги
Вероятно, книга хранилась в семье потомков Шевалье до конца XVII века: последний прямой наследник в роду, политик и библиофил Николя Шевалье (1562—1630), оставил свою библиотеку родственнику по боковой линии, маркизу де Мезон. Возможно, что решение распродать миниатюры по отдельности было принято в начале XVIII века: известно, что коллекционер и антиквар Роже де Геньер (1642—1715), скопировавший фигуры Карла VII из «Поклонения волхвов» и Этьена Шевалье из «Предстояния Мадонне», видел книгу ещё целиком. Бернар де Монфокон, включивший его рисунки в свой труд «Памятники французской монархии» (1731), называл книгу утраченной.
«Часослов» был разделён в начале XVIII века в монастыре Сен-Мор: края у листов с миниатюрами были обрезаны (предположительно, миниатюры были обрамлены орнаментальными рамками). Текст и заглавные буквы, которые нельзя было обрезать из-за слишком близкого расположения к миниатюрам, были отретушированы или же заклеены кусками пергамента. Таким образом миниатюры, избавленные от украшений на полях, узорных рамок и прочего декора, превратились каждая в своего рода отдельную картину. Сорок из них были сгруппированы и около 1790 года смонтированы на дубовых досках в одной из парижских мастерских. После 1795 года эти миниатюры были восстановлены швейцарским художником и антикваром Питером Бирманном, в 1803—1805 годах их приобрёл в Базеле немецкий банкир Жорж Брентано — позднее его сын уступил листы герцогу Омальскому, основателю музея Конде.
В 1847 году миниатюра «Маргарита Антиохийская», у которой недостает нижней половины листа, была продана с аукциона в Париже: покупатель, Шарль Соважо, в 1856 году завещал её Лувру. В 1889 году музей также приобрёл «Милосердие св. Мартина». Ещё один лист, «Святая Анна с тремя Мариями», попал в коллекцию Национальной библиотеки в 1881 году от герцога де ла Тремуйля.
Обнаруженный в 1981 году лист с текстом (находится в коллекции Аптон-Хауса, Великобритания) позволяет сделать некоторую реконструкцию содержания книги.

## Особенности стиля

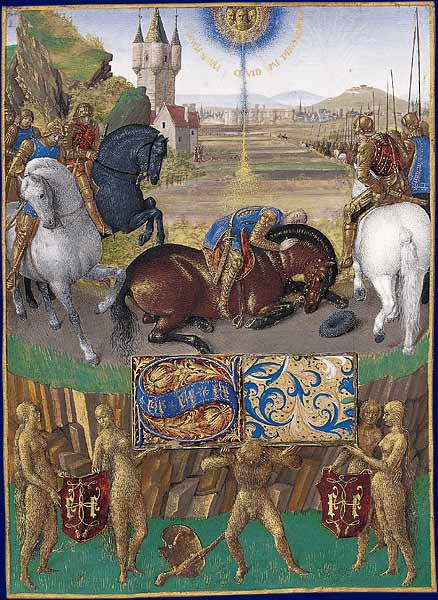
Обращение апостола Павла

В «Часослове», выполненном в первые десятилетия французского Ренессанса, Фуке освободился от традиционного для Средневековья формата иллюстрирования манускриптов. Используя новые техники, он обновил искусство иллюминирования, его подход стал поворотным пунктом в истории французского искусства иллюстрации. Несколько листов были разделены на два поля: в верхнем — основной сюжет, в нижнем — примыкающие, либо же какое-нибудь фантастическое существо, как в готической живописи — что было новшеством.
В отличие от более поздних рукописей Фуке, для этой книги практически все миниатюры были выполнены им собственноручно. Это служит причиной ранней датировки работы: в тот период художник ещё не располагал обширной мастерской, большим количеством учеников и помощников. Благодаря тому, что ему пришлось ограничиваться лишь собственными силами, каждое изображение демонстрирует необыкновенно высокий художественный уровень. Художник активно использовал перспективу, игру светотени, идеализированную архитектуру Возрождения при изображении древних зданий, а также вовлёк реализм в интерпретацию традиционных тем.
Фуке свободно делал своих современников очевидцами библейских событий: он не только поместил заказчика Этьена Шевалье в одно помещение с Девой Марией, но и изобразил Карла VII и двух его сыновей в качестве волхвов в сцене поклонения Младенцу. На заднем плане показаны сражающиеся французские войска, их можно опознать по знамёнам. Таким образом утверждалась доктрина победителей в Столетней Войне (1337—1453), что сам Иисус — за Францию.
На иллюстрациях присутствует и французская архитектура того времени. По большей части изображён Париж, как место постоянного пребывания заказчика. Собор Буржа в сцене «Благовещения», и в «Сошествии Св. Духа» видны мост Сен-Мишель и Собор Парижской Божьей Матери, на других миниатюрах можно увидеть Сент-Шапель, Бастилию, Тампль, Монфокон и Гран-Шатле, а вне Парижа — Венсенский замок, Сент-Шапель в Бурже, римские Триумфальная арка Септимия Севера и интерьер Базилики Св. Петра.

## Миниатюры

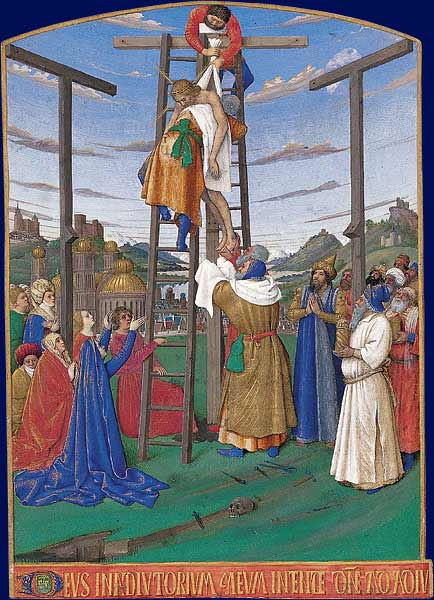
Снятие с креста

Все листы имеют одинаковый формат (16,5 см x 12 см) и выполнены темперой по пергаменту. Всего сохранилось 47 миниатюр, которые можно ориентировочно разделить на несколько циклов. В них входят:
- Богородичный: «Святая Анна», «Обручение Богоматери», «Благовещение», «Встреча Марии и Елизаветы», «Рождество Иоанна Крестителя», «Рождество», «Поклонение волхвов», «Явление ангела Марии перед успением», «Успение Богоматери», «Погребение Богоматери», «Похороны Этьена Шевалье», «Вознесение девы Марии», «Коронование Марии», «Мадонна на троне», «Предстояние Этьена Шевалье Мадонне».
- Цикл Страстей: «Омовение ног Марией Магдалиной», «Тайная вечеря», «Арест Иисуса», «Христос перед Пилатом», «Несение креста», «Распятие», «Снятие с креста», «Оплакивание», «Положение во гроб», «Вознесение».
- Апостолы: «Обращение апостола Павла», «Иоанн на Патмосе», «Сошествие Святого Духа», «Явление Святого Духа», «Святой Андрей», «Иаков», «Петр», «Фонтан апостолов», «Десница Господа защищает благочестивых от демонов».
- Святые: «Троица со всеми святыми», «Милостыня Святого Мартина», «Святой Бернард», «Битва Святого Михаила с драконом», «Мученичество Святой Аполлинарии», «Святая Маргарита Антиохийская и римский епарх», «Святая Екатерина», «Святой Врен излечивает больных», «Святой Этьен», «Святой Илларион», «Святой Николай», «Молящийся Давид», «Иов на гноище».

### Сохранность и местонахождение

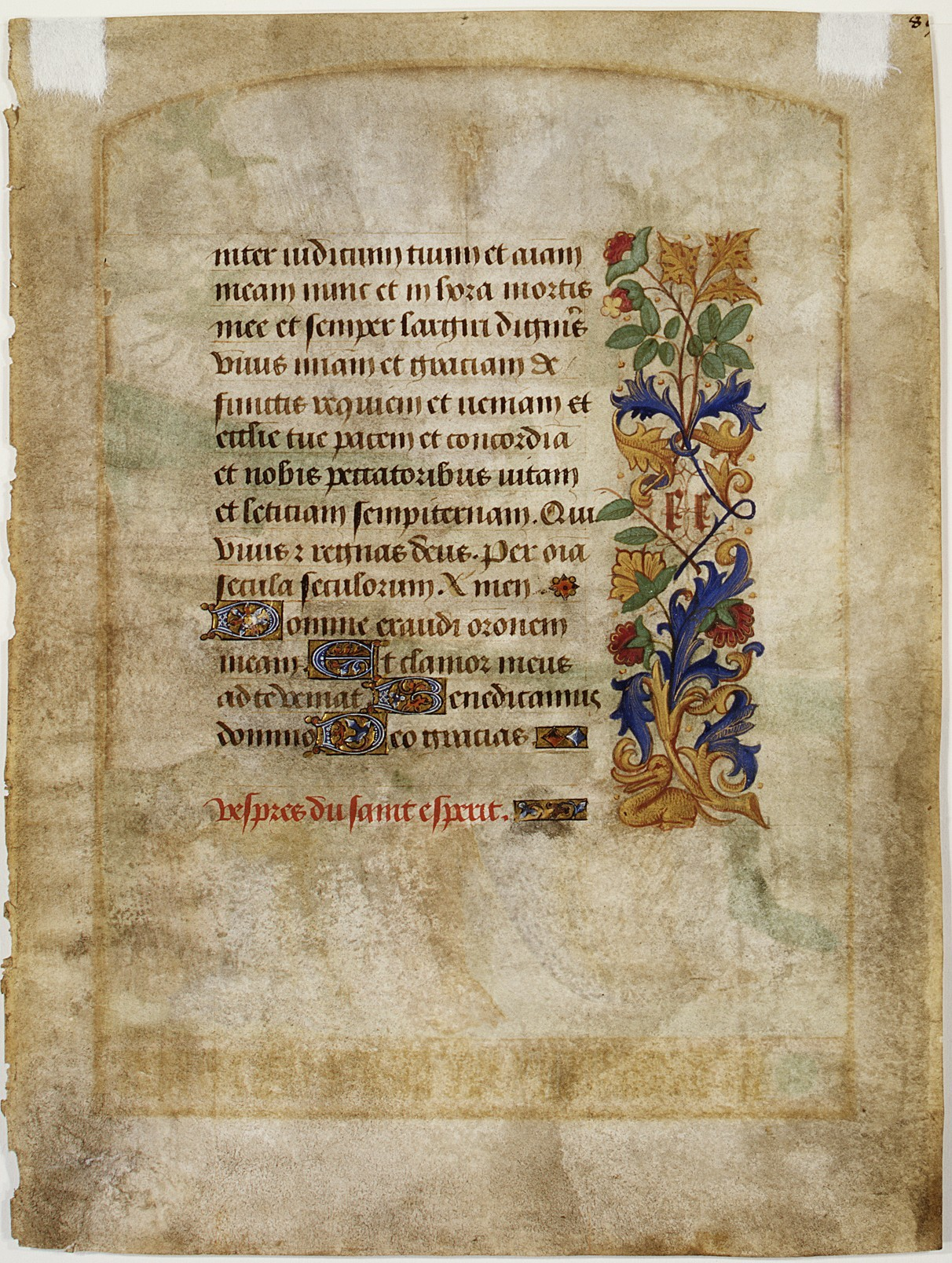
Оборотная сторона миниатюры из коллекции Метрополитен-музея

Некоторые из листов находятся в плохом состоянии и требуют особых условий хранения. Наибольшая часть из сохранившиеся миниатюр (40 листов) находится в музее Конде, в Шантийи. Остальные семь листов разбросаны по нескольким коллекциям:
- Лувр, отдел графики, R. F. 1679, M. I. 1093 — 2 листа
- Национальная библиотека, Париж, n.a. lat. 1416 — 1 лист
- Британская Библиотека, Лондон Add. 37421 — 1 лист («Молящийся Давид»)
- Музей Метрополитен — 1 лист («Правая рука Господа защищает благочестивых от демонов»)
- Институт Уилдерстайна[англ.], Париж — 1 лист («Святой Врен излечивает больных»)
- Аптон-Хаус[англ.], Национальный фонд — 1 лист («Битва Св. Михаила с драконом»).